# Blaze Futebol Americano
O Blaze Futebol Americano, mais conhecido como Blaze F.A., é um time de futebol americano da Zona Oeste do Rio de Janeiro. Fundado em 26 de Julho de 2008, a equipe foi uma das primeiras a praticar o esporte na capital carioca. Jogadores naquela época formaram o elenco fortíssimo que hoje se chama Vasco da Gama Patriotas.

## História
O Blaze Futebol Americano foi fundado em 26 de Julho de 2008 como praticante da modalidade em grama. Inicialmente os treinos eram realizados na Praça do Canhão em Realengo. Fundado por dois grandes amigos recém-saídos do Beach Football e que costumavam se reunir para assistir as partidas da NFL e a praticarem juntos várias atividades esportivas na adolescência.
O que antes era apenas um sonho quase inviável se tornou realidade, formar um time de futebol americano numa localidade onde não existam adeptos a este esporte.

### Nome da equipe
O nome Blaze surgiu devido à chama que simboliza a união do oxigênio, combustível e calor que habita naqueles que defendem verdadeiramente as cores laranja, preto e amarelo, como também é uma solene homenagem a localização de seu primeiro centro de treinamento denominado "O Ninho do Fogo".
Há de se destacar também, o número expressivo de 45 jogadores efetivos formados em casa pelo Blaze com apenas sete meses de existência.

### Ubá Bowl
Nos dias 23 e 24 de janeiro de 2010 foi disputado o I Ubá Bowl na cidade de Guidoval, cerca de 15 quilômetros de Ubá. O torneio marcou a primeira conquista interestadual dos capixabas Vila Velha Tritões, time da Praia da Costa em Vila Velha, Espírito Santo. O Blaze terminou com o vice-campeonato, sendo derrotada no confronto decisivo contra os campeões. O torneio ainda contou com o time da casa o Ubá Black Hawks.

#### O Torneio
- 1º Jogo: Vila Velha Tritões 56 x 08 Ubá Black Hawks

A primeira partida do campeonato aconteceu no sábado, às nove da manhã. Jogo duro para a equipe de Minas, os Hawks jogaram com vontade e lutaram com seriedade até o fim. Porem a superioridade em numero de jogadores e experiência dos jogadores do Tritões.
- 2º Jogo: Ubá Black Hawks 06 x 19 Blaze Futebol Americano

A partida começou às 20 horas e terminou após as 22 horas. A noite não influenciou em nada, visto que os refletores estavam ligados e a iluminação estava ótima. O jogo foi extremamente disputado. A equipe do RJ saiu na frente com várias corridas do running back e as recepções do wide receiver. Ubá Black Hawks não conseguiu segurar o placar até o fim, dando a vitória para os cariocas.
- 3º Jogo: Vila Velha Tritões 52 x 03 Blaze Futebol Americano

O último e mais esperado jogo da competição. Os atletas do Rio de Janeiro estavam confiantes que iriam conseguir o título, já que conheciam a fama dos Tritões de 2008 quando visitavam o Rio de Janeiro de 15 em 15 dias para jogar e perdiam quase todas as partidas realizadas no Carioca Bowl. Mas o título ficou em Vila Velha.

### Criação do Rio de Janeiro Patriotas
Após o Ubá Bowl, o Blaze Futebol Americano encerrou um ciclo e inicia outro e muitos de seus atletas saíram para formar o Rio de Janeiro Patriotas que depois passou a se chamar Vasco da Gama Patriotas.

### Atualmente
Hoje o time está reformulado e participa de torneios estaduais de grama, além de oferecer gratuitamente a prática do futebol americano nas redondezas de Bangu, com atletas de todo o Rio de Janeiro.
No ano de 2015 o Blaze Futebol Americano participou do seu primeiro campeonato da história, a liga de futebol americano do Estado do Rio de Janeiro, a LIFFA (Liga Fluminense de Futebol Americano) na categoria No Pad, terminando com quatro atletas eleitos para a seleção do campeonato.
Em 2016, pelo mesmo campeonato, a equipe alcançou a terceira colocação após chegar aos playoffs e perder a semifinal para o Juiz de Fora Red Fox por 13 a 2.

## Diretoria e Comissão Técnica
Diretoria:
- Presidente - Diego Campos Silva
- Vice-Presidente - stephany mercaldo airola
- Diretor Técnico - Fábio Rodrigues
- Diretor Financeiro - Josiane Oliveira
- Diretor de Marketing - Diego Santos

Comissão Técnica:
- HeadCoach - Neto Martins
- Coordenador de ataque - Kevin Azevedo
- Coordenador de defesa - Rodrigo teixeira
- Coordenador de times especiais - Sarah Gonçalves
- Auxiliar-Técnico OL - Thiago Villas Boas
- Auxiliar-Técnico DL - Diogo Braga
- Auxiliar-Técnico WR - Tomás Gonçalves
- Auxiliar-Técnico DB - Lucas Gonçalves

## Campanhas de destaque
- 2º colocado no I Ubá Bowl
- 5º colocado no LIFFA No Pad 2015.[8][9]
- 3º colocado do LIFFA No Pad 2016.[10]
- Campeão do LIFFA No Pad 2017.[11]